# Francisco Forcelledo
Francisco Forcelledo Maldonado (Arequipa, 1805-Lima, 6 de junio de 1873) fue un marino y político peruano. Contralmirante de la Armada Peruana. Fue comandante general de Marina (1844-1847; 1858-1860; 1868-1873); así como diputado y presidente de su cámara en 1853.

## Biografía
Hijo de Ramón Antonio de Forcelledo Sarria, y de Manuela Fernández-Maldonado y Sarria.
El 22 de octubre de 1825 ingresó al servicio como guardiamarina, y a bordo de la goleta Macedonia, participó en el segundo sitio del Callao. Se graduó de alférez de fragata en 1826.
Al estallar la guerra grancolombo-peruana se embarcó en la escuadra peruana que bloqueó la costa colombiana, siendo muy activa su participación en dicha campaña. Resultó herido en un brazo durante la sorpresa de Naranjal, ocurrida el 14 de octubre de 1828, y mereció su ascenso a teniente segundo. Al fallecer el vicealmirante Martín Jorge Guise durante el asalto a la plaza de Guayaquil, se encargó de trasladar su cuerpo al Callao, misión que realizó a bordo de la fragata Joven Corina.
Para atender su salud, solicitó su retiro temporal, que se le concedió en septiembre de 1829, hasta que, recuperado de sus heridas, retornó al servicio un año después.
Fue ascendido a teniente primero en 1831 y pasó a estudiar en la Escuela Central de Marina. Por un tiempo fue ayudante del director del Colegio Militar, Manuel Ignacio de Vivanco (1832). De vuelta al servicio activo, fue destacado a Paita como ayudante de la capitanía de dicho puerto (1833). Fue ascendido a capitán de corbeta graduado (1834).
Al producirse el golpe de Estado del teniente coronel Felipe Santiago Salaverry en 1835, pasó nuevamente a retiro, pero cuando el presidente Luis José de Orbegoso restableció su autoridad en Lima, fue nombrado oficial mayor del Departamento de Marina, en el Ministerio de Guerra, y fue ascendido a capitán de corbeta efectivo (1836).
El 27 de abril de 1837 asumió el comando de la Escuadra de la Confederación Perú-boliviana, mermada tras una incursión sorpresa de los chilenos. Se encargó de vigilar las costas, pero debido a la debilidad de sus unidades, no pudo impedir el desembarco de la Segunda Expedición Restauradora (chilenos y peruanos aliados), viéndose obligado a refugiarse, junto con otros marinos, en los castillos del Callao. Fue ascendido a capitán de fragata, pero por no haberse sumado a los restauradores, el gobierno de Agustín Gamarra le dio de baja (1838).
En 1841, ante la invasión boliviana del sur peruano, se reincorporó una vez más al servicio. Sirvió como ayudante del general Antonio Gutiérrez de la Fuente, comandante del ejército del sur. Firmada la paz con Bolivia, fue ascendido a capitán de navío (1842). Luego fue nombrado oficial mayor de la secretaría del general Francisco de Vidal, a quien acompañó en la batalla de Agua Santa, que encumbró a la presidencia a dicho general. Ejerció entonces como comandante general de la Escuadra, hasta mayo de 1853, cuando fue depuesto por un nuevo gobierno de facto, el llamado Directorio (encabezado por Vivanco).
Se sumó a la revolución constitucional iniciada en el sur por los generales Domingo Nieto y Ramón Castilla; y triunfante esta causa, pasó a ser comandante general de la Marina y gobernador del Callao (1844).
En 1845, con la restauración constitucional, fue elegido diputado por la provincia de Yauyos y llegó a ser presidente de su cámara en la legislatura de 1853. Durante los recesos parlamentarios, siguió ejerciendo su profesión de marino: en 1847 pasó a ser comandante general de la Escuadra; y en 1849 fue ascendido a  contralmirante.
El gobierno de José Rufino Echenique lo envió a Inglaterra, como jefe de la comisión encargada de tomar posesión de las flamantes adquisiciones de la Marina de Guerra del Perú: la fragata Apurímac y las cañoneras Loa y Tumbes, unidades que condujo a aguas peruanas (1854).
Tras la Revolución Liberal de 1854 y la caída del gobierno de Echenique, fue otra vez dado de baja, pero no tardó en ser nuevamente reincorporado al servicio, durante el segundo gobierno de Ramón Castilla. Fue nombrado comandante general de Marina, cargo que desempeñó de 5 de noviembre de 1858 a 3 de septiembre de 1860.
Por razones de salud se retiró del servicio, pero al producirse el conflicto con España fue incorporado al Consejo de Oficiales Generales y participó en el combate del Callao o del Dos de Mayo, librado contra la Escuadra Española en 1866.
El 5 de octubre de 1868 volvió a ser nombrado comandante general de Marina, función que desempeñó hasta su fallecimiento el 6 de junio de 1873.
Casado en 1846 con Josefa Tristán y Flores (hija de Pío Tristán), fue padre de numerosa prole. Algunos de sus hijos fueron también marinos.